# マリアーノ・モーレス
マリアーノ・モーレス（Mariano Mores, 1918年2月18日 - 2016年4月13日）は、アルゼンチンのタンゴの作曲家。

## 人物
小さいときから、ピアノがよくできて、14歳のときに『カフェ・ビセンテ』でプロのピアニストとしてデビューする。その上で、音楽学校に通い専門的な知識を習得する。ロベルト・フィルポ楽団でピアニストをつとめることもあった。1939年に、フランシスコ・カナロ楽団でピアニストをつとめる。1948年に、フランシスコ・カナロ楽団を退団して、マリアーノ・モーレス楽団を設立する。
タンゴやミロンガでの作曲がかなりある。ウノや軍靴の響きが有名である。シンフォニック・タンゴと呼ばれる拡張されたオルケスタ・ティピカが特徴。
また、フランシスコ・カナロとの合作の作曲のタンゴ『さらば草原よ』は、『1957年紅白歌合戦』と『1961年NHK紅白歌合戦』で、藤沢嵐子によって歌われている。
2011年に引退した。

## 主な作品
マリアーノ・モーレス作曲
- ウノ　Uno
- ブエノスアイレスの喫茶店　Cafetín de Buenos Aires
- タンゲーラ　Tanguera
- 軍靴の響き　Taquito militar

マリアーノ・モーレスとフランシスコ・カナロとの合作
- さらば草原よ　Adiós pampa mía